# Nowy Janków
Nowy Janków – wieś w Polsce położona w województwie mazowieckim, w powiecie wołomińskim, w gminie Radzymin. Ma status sołectwa.
W latach 1975–1998 miejscowość administracyjnie należała do województwa warszawskiego.
Na granicy Nowego Jankowa i Nadmy znajduje się węzeł "Wołomin" trasy S8 Marki - Radzymin. W przyszłości łączyć się tu będzie z nią nowy przebieg drogi wojewódzkiej nr 635.
Wierni Kościoła rzymskokatolickiego należą do parafii św. Faustyny Kowalskiej w Helenowie.